# Pawling (ville, New York)
Ne doit pas être confondu avec Pawling (village, New York).
Pawling est une ville située dans le comté de Dutchess, dans l'État de New York, aux États-Unis. En 2010, elle comptait une population de 8 463 habitants, estimée au 1er juillet 2014 à 8 374 habitants.

## Démographie
Lors du recensement de 2010, la ville comptait une population de 8 463 habitants. Elle est estimée, en 2014, à 8 374 habitants.